# Adelheidstraße 31 (Quedlinburg)

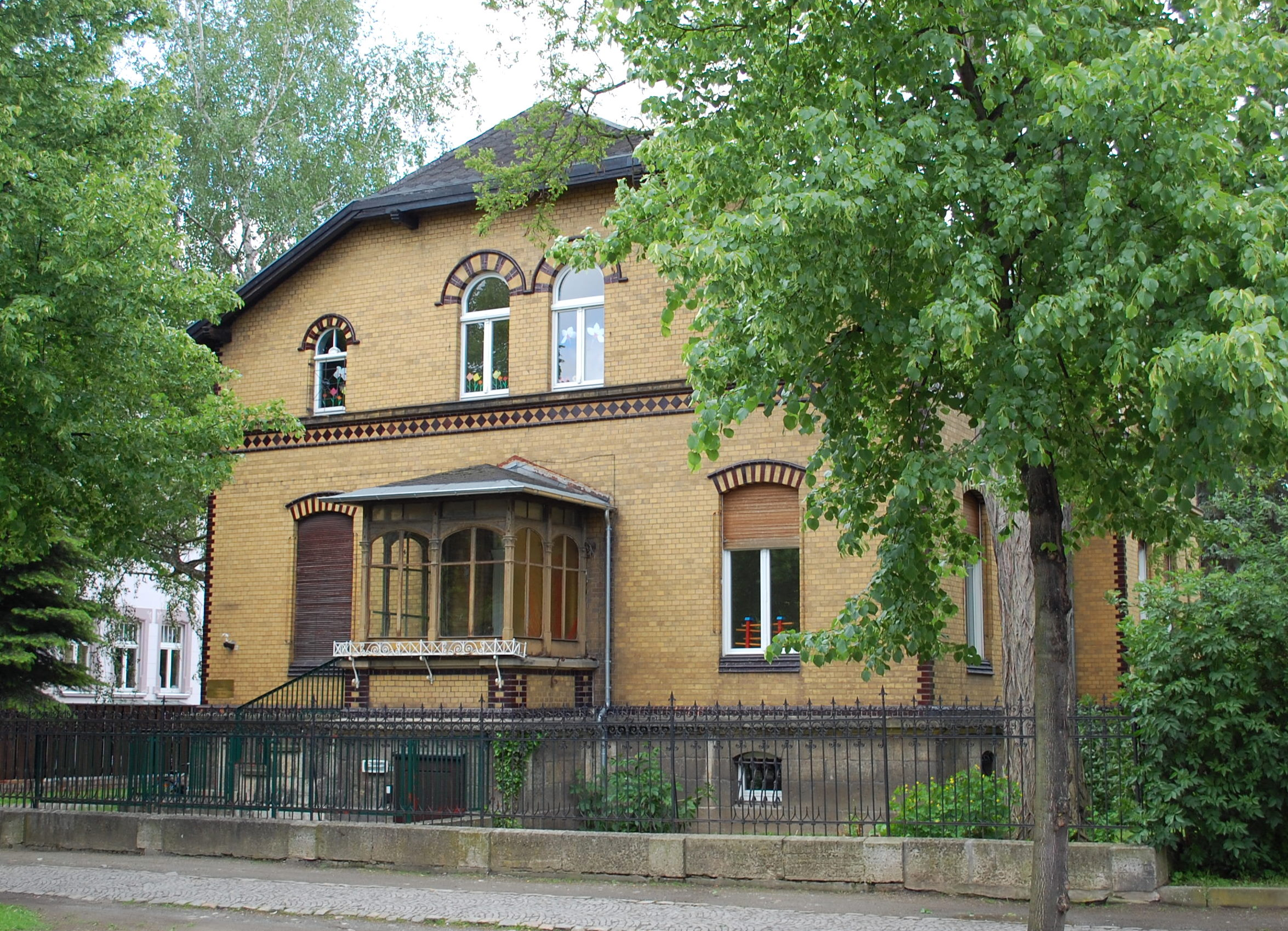
Adelheidstraße 31

Das Haus Adelheidstraße 31 ist eine denkmalgeschützte Villa in der Stadt Quedlinburg in Sachsen-Anhalt.
Im Gebäude ist eine integrative Kindertagesstätte (Stand 2012) untergebracht.

## Architektur und Geschichte
Die Villa entstand in den Jahren 1887/88. Die Fassade des schlichten Gebäudes ist mit gelben Klinkern gestaltet, wobei eine Gliederung durch dunkle Klinker erfolgt. Das Haus ruht auf einem aus Natursteinen gefertigten Sockel. Zur Straßenseite hin besteht ein breiter Giebel.
Umgeben ist das Haus von einer gusseisernen, qualitätvollen Grundstücksumzäunung.